# Hyalinobatrachium cappellei
Hyalinobatrachium cappellei é uma espécie de anfíbio da família Centrolenidae. Pode ser encontrada na Venezuela, Guiana, Suriname, Guiana Francesa e Brasil (Amazonas e Mato Grosso). Possui 3 cm de comprimento e seu corpo é transparente.